# Лайнс, Питер
Пи́тер Лайнс (англ. Peter Lines; род. 1969) — английский профессиональный игрок в снукер.

## Карьера
Питер Лайнс впервые квалифицировался в основной турнир чемпионата мира в 1998, при этом сделав внушительный брейк — 141 очко. Правда, в первом раунде он уступил Джону Пэрроту, 4:10. А лучшими его выступлениями на рейтинговых турнирах остаются четвертьфиналы China International-1999 (где он обыграл Джона Хиггинса (5:1) и Питера Эбдона (5:4), прежде чем уступить Брайану Моргану, 4:5) и чемпионата Британии 2009 года.
Официальным наивысшим брейком Лайнса считается брейк 2011 года (145 очков), однако, в серии PIOS (тур 6, сезон 2005/06) у него есть максимальный брейк.

### Сезон 2009/2010
На престижном чемпионате Великобритании Лайнс считался одним из аутсайдеров, но неожиданно добрался до четвертьфинала. Будучи на 64 месте официального рейтинга, 40-летний Лайнс прошёл 3 раунда квалификации, в 1/16 финала выиграл 9:3 у Марко Фу, потом 9:8 в 1/8 финала у Марка Уильямса и вышел в четвертьфинал на Стивена Магуайра, которому и проиграл со счётом 5:9.